# أبرشية صيدا للروم الملكيين الكاثوليك
أبرشية الروم الملكيين الكاثوليك في صيدا  هي أبرشية لكنيسة الروم الملكيين الكاثوليك، في عام 2010 كان هناك 32000 تعميد. وهي محكومة حاليًا بالأسقف إيلي بشارة حداد.

## الإقليم والإحصاءات
يمتد اختصاصها المؤمنين اليونانيين الملكيين في قضاء صيدا ومنطقة الشوف في لبنان. مقعدها الأثري هو مدينة صيدا، حيث تقع كاتدرائية القديس نيكولاس.
تنقسم المنطقة إلى 53 أبرشية وتضم 32000 من الكاثوليك الملكيين في 2010

## التاريخ
كانت صيدا موقعًا لمجتمع مسيحي قديم يعود إلى فجر المسيحية، وتعود أصول مدينة صيدا التاريخية والمسيحية إلى العهد الجديد.

## الأساقفة
- Euthymios Michael Saifi (1683 - 8 أكتوبر 1723 توفي)
- اغناطيوس البيروتي (1724 - 1752 استقال)
- باسيليوس يلغاف (1755 - 23 يوليو 1764 عين محافظًا لبيروت) [2]
- ميشال جوهر  [لغات أخرى]‏ (1764 - 30 مارس 1789 أكد ملك بطريرك انطاكية)
- شاغر (1789-1795)
- أغابيوس الثاني مطر  [لغات أخرى]‏ (1795 - 24 يوليو 1797، بطريرك ملكوت أنطاكية)
- غابرييل مطر (1800 - 14 أغسطس، 1813 انتخب بطريرك ملكية أنطاكية)
- شاغر (1813-1822)
- هيلياس (باسيليوس) خليل (2 فبراير 1822 م - 1836 توفي)
- ثيودوسيوس كويومجي (20 ديسمبر 1836 مكرم - 1886 توفي)
- باسل هاجيار  [لغات أخرى]‏ (16 يونيو 1887 - 16 فبراير 1916 توفي)
- أثناسيوس خورياتي (14 مارس 1920 - 24 يناير 1931 توفي)
- غابرييل (نيكولاس) نبع (22 نوفمبر 1931 - 15 ديسمبر 1946 توفي)

### المطارنة
- باسيلي خوري (15 مارس 1947 - 25 أغسطس 1977)
- ميشيل حكيم (25 أغسطس 1977 - 13 أكتوبر 1980 عين رسولًا كنديًا)
- اجناس رعد (9 سبتمبر 1981 - 18 سبتمبر 1985 استقال)
- جورج كوايتر (23 يوليو 1987 - 2006)
- إيلي بشارة حداد، بكالوريوس (من 11 أكتوبر 2006)

## روابط خارجية
- http://www.catholic-hierarchy.org/diocese/dsdme.html
- http://www.notredamedemantara.org/french/index.htm
- http://www.newadvent.org/cathen/13776a.htm
- http://www.pgc-lb.org/fre/melkite_greek_catholic_church/Archieparchie-de-Saida-et-Deir-el-Kamar-Liban